# Jiandou
Jiandou (kinesiska: 剑斗) är en köping i sydöstra Kina. Den ligger i Anxi härad i staden Quanzhou i provinsen Fujian, omkring 160 kilometer sydväst om provinshuvudstaden Fuzhou. Antalet invånare är 40 363. Befolkningen består av 19 329 kvinnor och 21 034 män. Barn under 15 år utgör 19,0 %, vuxna 15-64 år 75 %, och äldre över 65 år 5,0 %.